# ツマグロキチョウ
ツマグロキチョウ（褄黒黄蝶、学名：Eurema laeta Boisduval, 1836）は、アゲハチョウ上科シロチョウ科キチョウ属に分類されるチョウの一種。

## 特徴
東アジアの温暖な地域と熱帯に分布するチョウである。近縁種キチョウとほぼ同じ生活史を持ち、翅の模様もかなり似ているため、かつては混同されていた。形態としては、キチョウと同じく夏型は翅の外縁が黒くなるが、前翅の先端がとがる点でキチョウと異なる。また、後翅裏に薄い灰色の斜めラインが入る点で見分けが付く。
成虫は羽化した個体が5月より活動し、年3-4回発生を繰り返しながら11月ごろまで見られ、そのまま成虫で越冬し翌年産卵する。
食草はマメ科のカワラケツメイ。キチョウがマメ科植物の多くを食べるのに対し、本種はカワラケツメイのみを食草とする。越冬態は成虫。河川敷などの湿った草地に生息している。

## 分布
東アジア、東南アジア、南アジア、ニューギニア島、オーストラリア北部（ヨーク岬半島）に分布する。ただし、熱帯雨林地域には分布しない。
日本では宮城県以南の本州、四国、九州、屋久島に分布する。ほか奄美群島から八重山諸島にかけても記録があるが土着ではない。

## 種の保全状況評価
河川改修やニュータウン開発などによって帰化植物が増え、カワラケツメイが生息場所を失うのに比例してこのチョウも絶滅の危機に瀕しつつある。
カワラケツメイのお茶を特産品として栽培し始めた山口県の地域では、数が大幅に増えた
日本では亜種E. l. bethesebaが環境庁（現在の環境省）によりレッドリストの絶滅危惧II類に指定されていたが、2012年に絶滅危惧IB類へカテゴリー変更された。以下の都道府県で、レッドリストの指定を受けている。
- 絶滅（EX） - 埼玉県[5]、千葉県[注釈 1][7]、東京都、神奈川県
- 絶滅危惧IA類（CR） - 長野県
- 絶滅危惧I類（CRまたはEN） - 群馬県、大阪府、香川県[8]
- 絶滅危惧IB類（EN） - 山梨県、山口県[9]
- 絶滅危惧II類（VU） - 福井県[22]、岐阜県[6]、三重県[23]、島根県[10]、愛媛県[11]、福岡県[12]、大分県[13]
- 準絶滅危惧（NT） - 福島県、京都府[14]、和歌山県、鳥取県[15]、長崎県[16]
- 絶滅危機増大種 - 滋賀県
- その他
  - 要注目種 - 宮城県
  - 要注目 - 栃木県[17]
  - 留意 - 岡山県[18]
  - 分布特性上重要 - 鹿児島県

## 関連画像

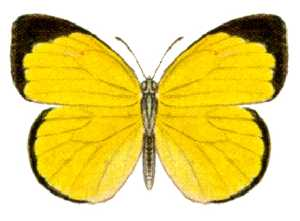
ツマグロキチョウの翅（表面のスケッチ）
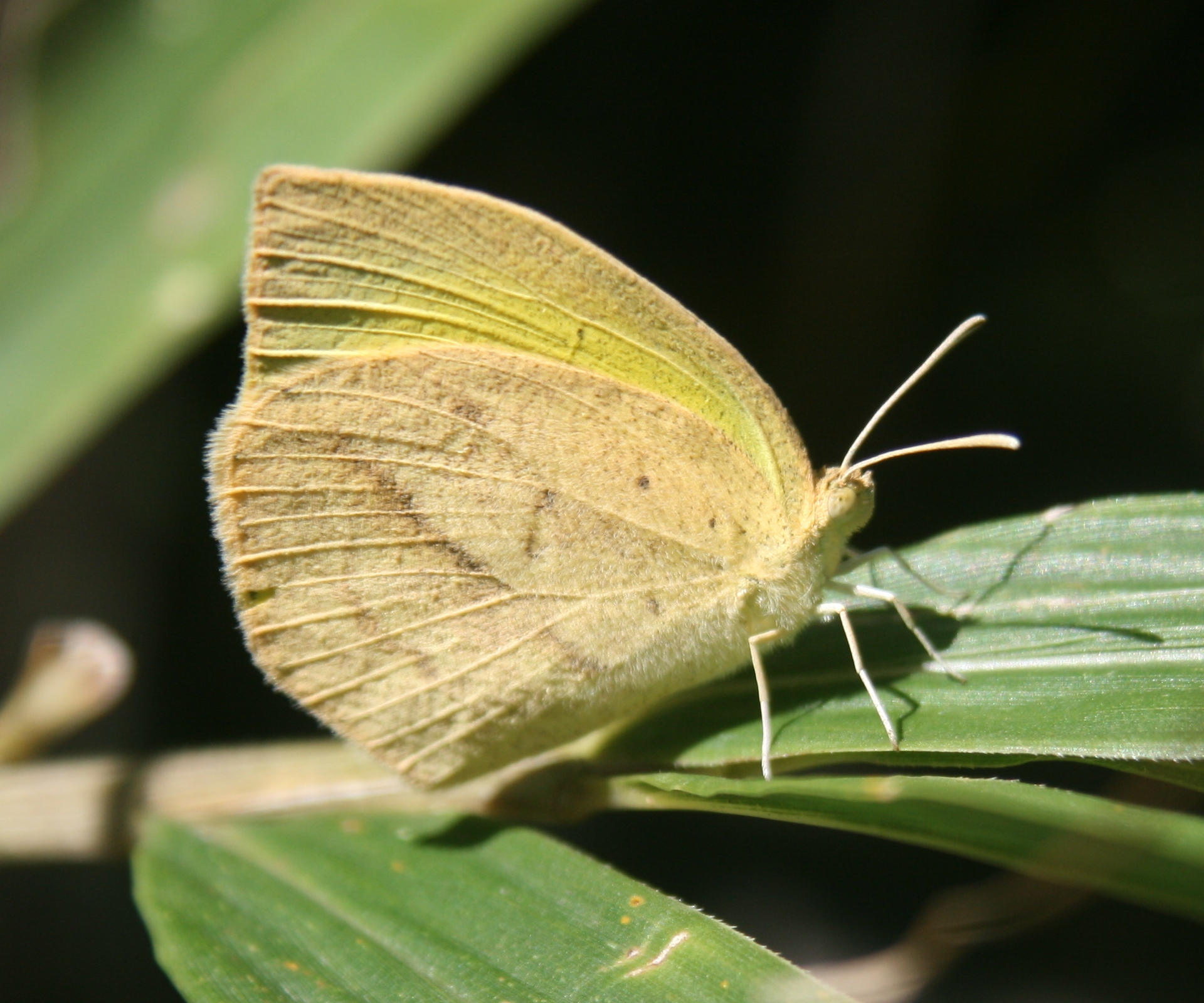
ツマグロキチョウ Eurema laeta
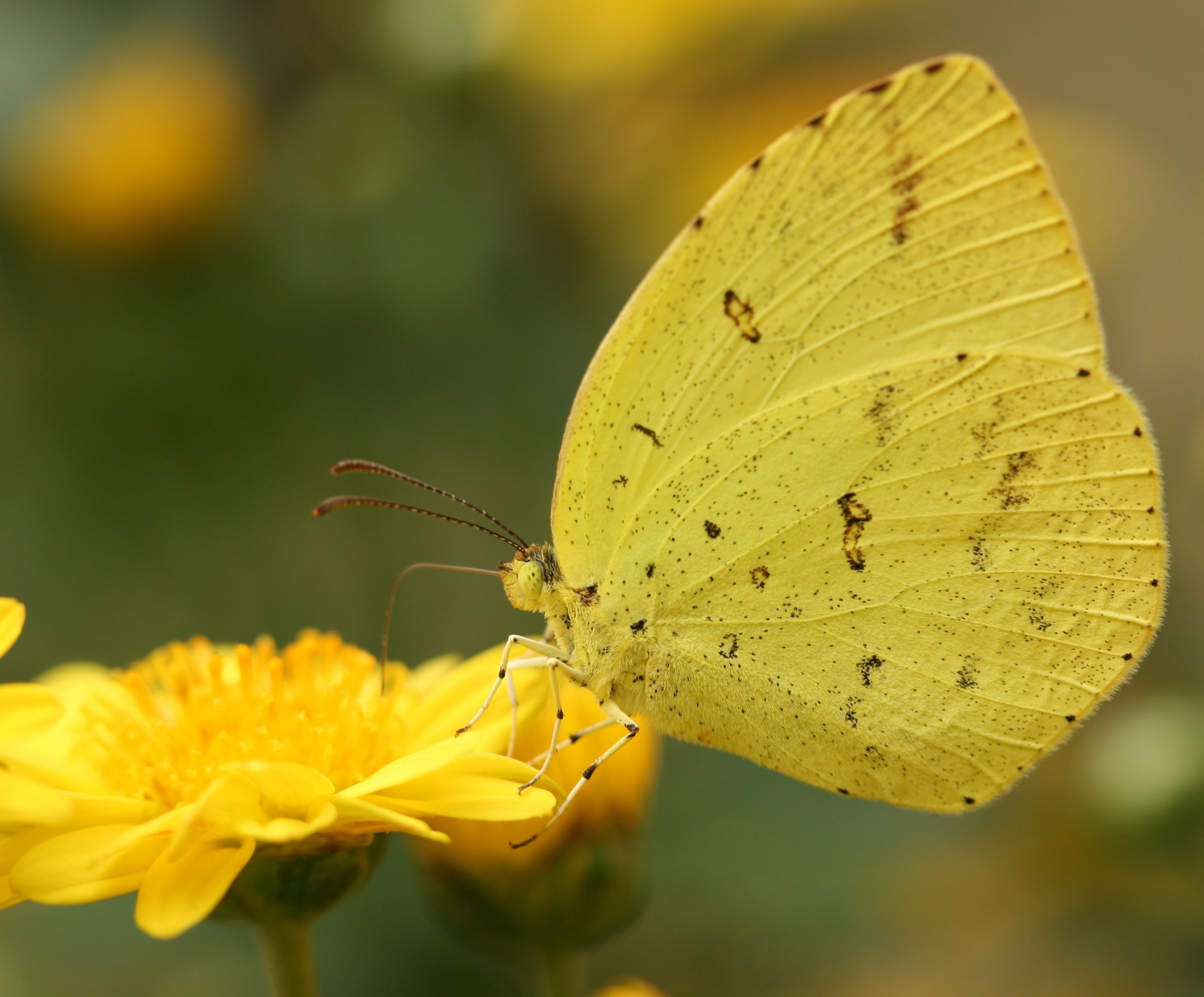
近縁種のキチョウ Eurema hecabe
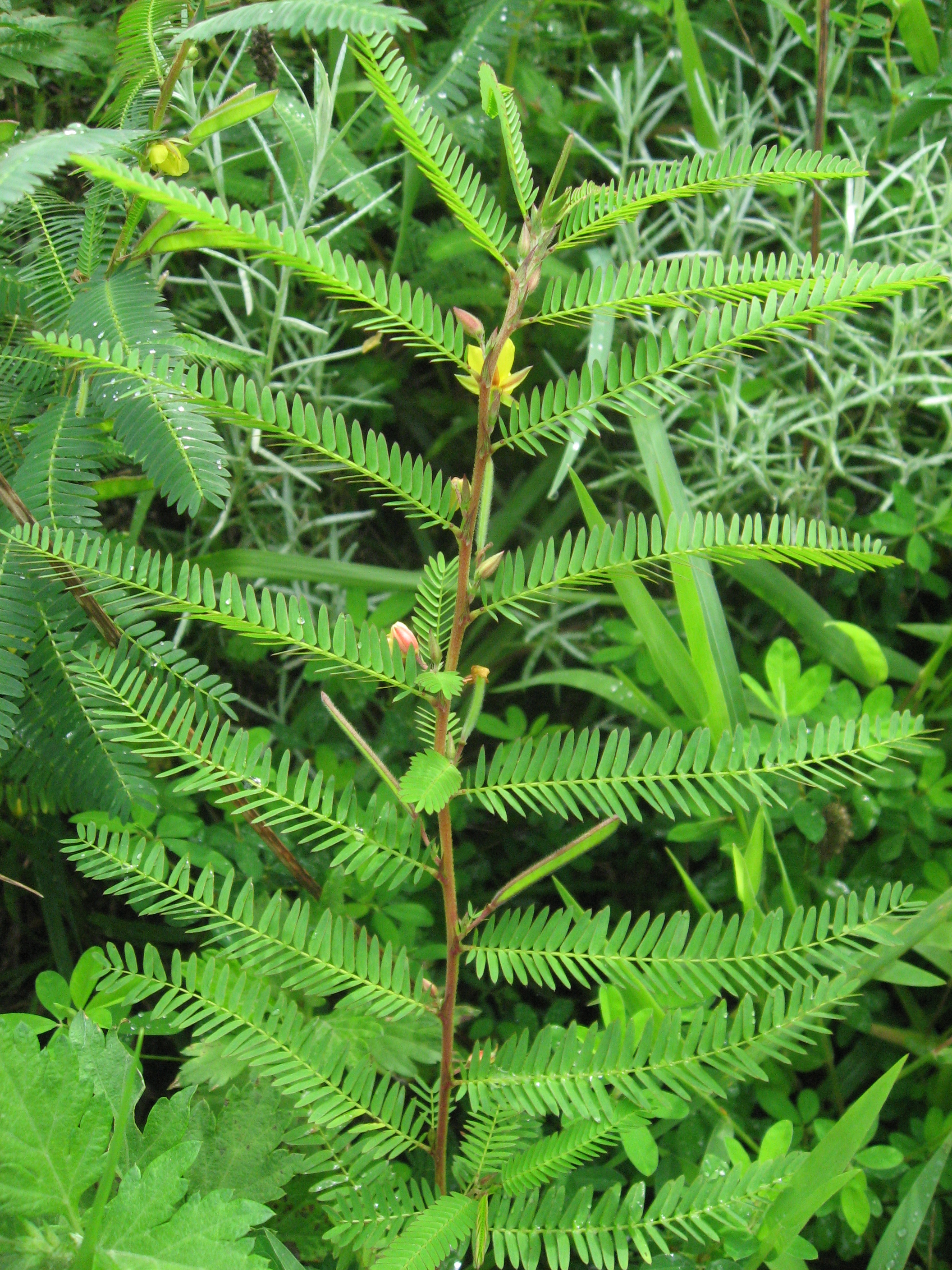
食草のカワラケツメイ